# Bett1 Open 2021 - Qualificazioni singolare
Le qualificazioni del singolare del Bett1 Open 2021 sono state un torneo di tennis preliminare per accedere alla fase finale della manifestazione. Le vincitrici dell'ultimo turno sono entrate di diritto nel tabellone principale. In caso di ritiro di una o più giocatrici aventi diritto, a queste sono subentrate le Lucky loser, ossia le giocatrici che hanno perso nell'ultimo turno ma che avevano una classifica più alta rispetto alle altre partecipanti che avevano comunque perso nel turno finale.

## Teste di serie
1. Ann Li (primo turno)
2. Anna Blinkova (primo turno)
3. Misaki Doi (qualificata)
4. Kaja Juvan (primo turno)
5. Aljaksandra Sasnovič (primo turno)
6. Ljudmila Samsonova (qualificata)

1. Anna-Lena Friedsam (ultimo turno)
2. Claire Liu (ultimo turno)
3. Stefanie Vögele (ultimo turno)
4. Ana Konjuh (ultimo turno)
5. Tamara Korpatsch (primo turno)
6. Jaqueline Cristian (primo turno)

### Qualificate
1. Jule Niemeier
2. Magdalena Fręch
3. Misaki Doi

1. Asia Muhammad
2. Hailey Baptiste
3. Ljudmila Samsonova

## Tabellone

### Legenda
| - Q = Qualificato - WC = Wild card - LL = Lucky loser | - ALT = Alternate - SE = Special Exempt - PR = Protected Ranking | - w/o = Walkover - r = Ritirato - d = Squalificato |

### Sezione 1
|  | Primo turno | Primo turno   | Primo turno   | Primo turno | Primo turno |  |  | Ultimo turno | Ultimo turno  | Ultimo turno  | Ultimo turno | Ultimo turno |  |
|  |             |               |               |             |             |  |  |              |               |               |              |              |  |
|  | 1           | Ann Li        | Ann Li        | 3           | 62          |  |  |              |               |               |              |              |  |
|  | WC          | Jule Niemeier | Jule Niemeier | 6           | 7           |  |  | WC           | Jule Niemeier | Jule Niemeier | 7            | 6            |  |
|  |             | Varvara Flink | Varvara Flink | 2           | 3           |  |  | 8            | Claire Liu    | Claire Liu    | 63           | 1            |  |
|  | 8           | Claire Liu    | Claire Liu    | 6           | 6           |  |  |              |               |               |              |              |  |

### Sezione 2
|  | Primo turno | Primo turno      | Primo turno   | Primo turno | Primo turno |  |  | Ultimo turno | Ultimo turno    | Ultimo turno    | Ultimo turno | Ultimo turno |  |
|  |             |                  |               |             |             |  |  |              |                 |                 |              |              |  |
|  | 2           | Anna Blinkova    | Anna Blinkova | 5           | 2           |  |  |              |                 |                 |              |              |  |
|  |             | Mandy Minella    | Mandy Minella | 7           | 6           |  |  |              | Mandy Minella   | Mandy Minella   | 2            | 3            |  |
|  |             | Magdalena Fręch  | 3             | 6           | 6           |  |  |              | Magdalena Fręch | Magdalena Fręch | 6            | 6            |  |
|  | 11          | Tamara Korpatsch | 6             | 1           | 0           |  |  |              |                 |                 |              |              |  |

### Sezione 3
|  | Primo turno | Primo turno        | Primo turno        | Primo turno | Primo turno |  |  | Ultimo turno | Ultimo turno       | Ultimo turno | Ultimo turno | Ultimo turno |  |
|  |             |                    |                    |             |             |  |  |              |                    |              |              |              |  |
|  | 3           | Misaki Doi         | Misaki Doi         | 7           | 7           |  |  |              |                    |              |              |              |  |
|  |             | Mona Barthel       | Mona Barthel       | 62          | 5           |  |  | 3            | Misaki Doi         | 6            | 64           | 7            |  |
|  |             | Varvara Lepchenko  | Varvara Lepchenko  | 3           | 4r          |  |  | 7            | Anna-Lena Friedsam | 3            | 7            | 63           |  |
|  | 7           | Anna-Lena Friedsam | Anna-Lena Friedsam | 6           | 3           |  |  |              |                    |              |              |              |  |

### Sezione 4
|  | Primo turno | Primo turno      | Primo turno      | Primo turno | Primo turno |  |  | Ultimo turno | Ultimo turno    | Ultimo turno | Ultimo turno | Ultimo turno |  |
|  |             |                  |                  |             |             |  |  |              |                 |              |              |              |  |
|  | 4           | Kaja Juvan       | 3                | 7           | 5           |  |  |              |                 |              |              |              |  |
|  |             | Asia Muhammad    | 6                | 5           | 7           |  |  |              | Asia Muhammad   | 7            | 5            | 6            |  |
|  | WC          | Julia Middendorf | Julia Middendorf | 1           | 2           |  |  | 9            | Stefanie Vögele | 5            | 7            | 3            |  |
|  | 9           | Stefanie Vögele  | Stefanie Vögele  | 6           | 6           |  |  |              |                 |              |              |              |  |

### Sezione 5
|  | Primo turno | Primo turno          | Primo turno          | Primo turno | Primo turno |  |  | Ultimo turno | Ultimo turno    | Ultimo turno    | Ultimo turno | Ultimo turno |  |
|  |             |                      |                      |             |             |  |  |              |                 |                 |              |              |  |
|  | 5           | Aljaksandra Sasnovič | Aljaksandra Sasnovič | 3           | 64          |  |  |              |                 |                 |              |              |  |
|  |             | Priscilla Hon        | Priscilla Hon        | 6           | 7           |  |  |              | Priscilla Hon   | Priscilla Hon   | 3            | 5            |  |
|  |             | Hailey Baptiste      | Hailey Baptiste      | 6           | 6           |  |  |              | Hailey Baptiste | Hailey Baptiste | 6            | 7            |  |
|  | 12          | Jaqueline Cristian   | Jaqueline Cristian   | 3           | 1           |  |  |              |                 |                 |              |              |  |

### Sezione 6
|  | Primo turno | Primo turno        | Primo turno        | Primo turno | Primo turno |  |  | Ultimo turno | Ultimo turno       | Ultimo turno | Ultimo turno | Ultimo turno |  |
|  |             |                    |                    |             |             |  |  |              |                    |              |              |              |  |
|  | 6           | Ljudmila Samsonova | Ljudmila Samsonova | 6           | 6           |  |  |              |                    |              |              |              |  |
|  | WC          | Noma Noha Akugue   | Noma Noha Akugue   | 3           | 1           |  |  | 6            | Ljudmila Samsonova | 4            | 6            | 7            |  |
|  | WC          | Nicole Rivkin      | Nicole Rivkin      | 4           | 0           |  |  | 10           | Ana Konjuh         | 6            | 1            | 64           |  |
|  | 10          | Ana Konjuh         | Ana Konjuh         | 6           | 6           |  |  |              |                    |              |              |              |  |